# Marsdenia malmeana
Marsdenia malmeana är en oleanderväxtart som beskrevs av Rothe. Marsdenia malmeana ingår i släktet Marsdenia och familjen oleanderväxter. Inga underarter finns listade i Catalogue of Life.